# Loznița, Dobrici
Loznița (în bulgară Лозница, în română Pădureni) este un sat în comuna Gheneral-Toșevo, regiunea Dobrici, Dobrogea de Sud, Bulgaria.
Între anii 1913-1940 a făcut parte din plasa Traian a județului Constanța, România. Lângă localitate a mai existat o așezare (azi dispărută) numită Asănești în timpul administrației românești.

## Demografie
Componența etnică a satului Loznița
     Bulgari (76,92%)
     Romi (23,07%)
     Nicio identificare (0%)
     Altele (0%)
La recensământul din 2011, populația satului Loznița era de 13 locuitori. Din punct de vedere etnic, majoritatea locuitorilor (76,92%) erau bulgari, cu o minoritate de romi (23,07%). Pentru 0% din locuitori nu este cunoscută apartenența etnică.